# Équipe de Mongolie féminine de basket-ball à trois
Cet article traite de l'équipe féminine de basket-ball à trois. Pour l'équipe masculine de basket-ball à trois, voir Équipe de Mongolie masculine de basket-ball à trois.
Maillots
L’équipe de Mongolie de basket-ball à trois est la sélection qui représente la Mongolie dans les compétitions internationales féminines de basket-ball à trois,.

## Histoire

### 2021
L'équipe de Mongolie se qualifie pour les Jeux olympiques de Tokyo au tournoi de qualification olympique de Graz (Autriche) qui a lieu du 26 au 30 mai 2021.

## Résultats

### Palmarès
| Compétitions mondiales                                         | Compétitions continentales                                                                   |
| -------------------------------------------------------------- | -------------------------------------------------------------------------------------------- |
| - Jeux olympiques - Néant - Coupe du monde - Finaliste en 2025 | - Coupe d'Asie - Finaliste en 2013 - Troisième en 2024 - Jeux asiatiques - Finaliste en 2022 |

### Parcours en compétitions internationales

#### Jeux olympiques
| Année | Position      |      | Année | Position |
| 2020  | 8e            | 2028 | -     |          |
| 2024  | Non qualifiée | 2032 | -     |          |

#### Coupe du monde
| Année | Position      |      | Année     | Position     |   | Année | Position |
| 2012  | Non qualifiée | 2019 | 17e       | 2027         | - |       |          |
| 2014  | Non qualifiée | 2022 | 12e       | Pays inconnu | - |       |          |
| 2016  | Non qualifiée | 2023 | 18e       | Pays inconnu | - |       |          |
| 2017  | Non qualifiée | 2025 | Finaliste | Pays inconnu | - |       |          |
| 2018  | Non qualifiée | 2026 | -         | Pays inconnu | - |       |          |